# Vilhelm Hammershøi

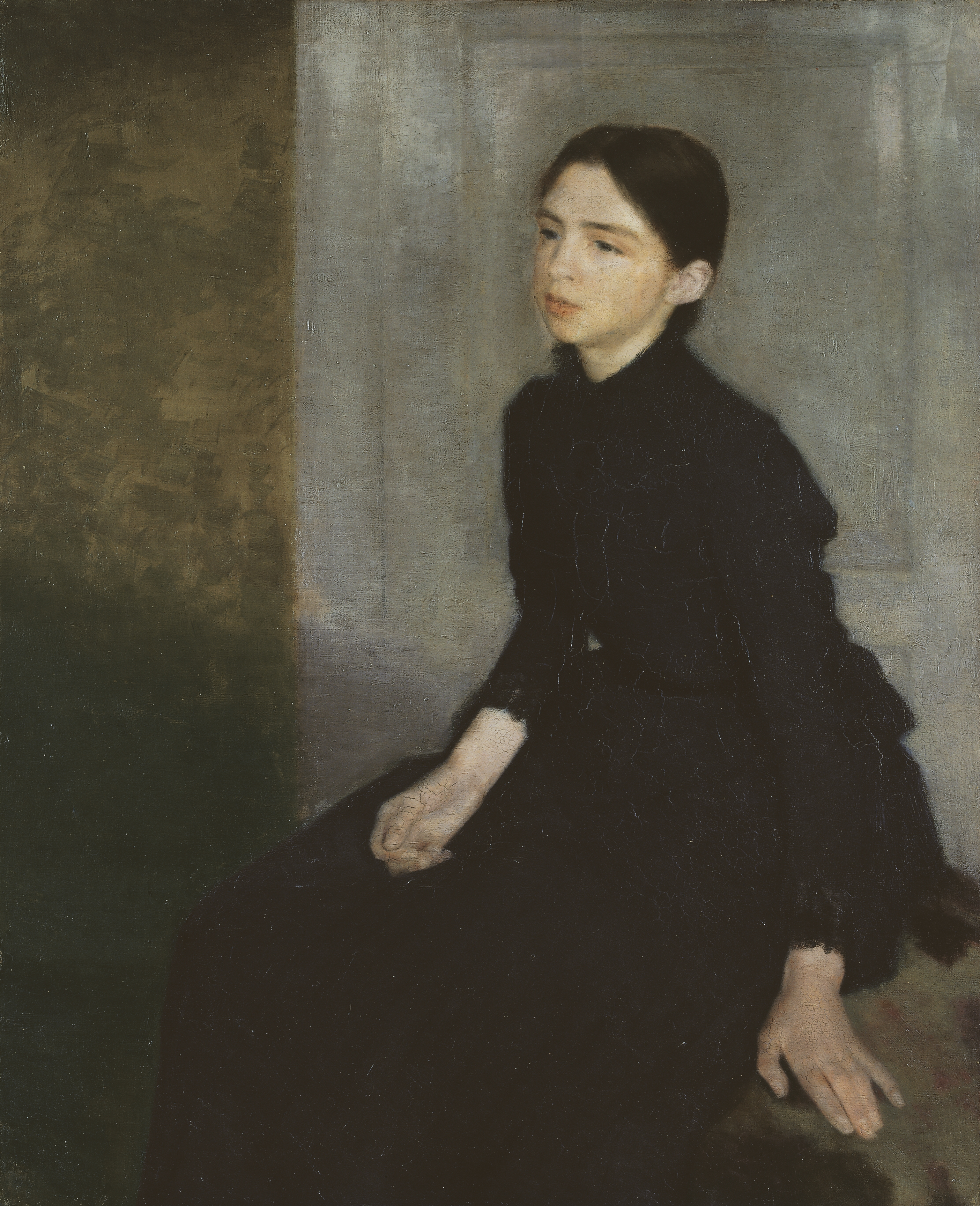
Portret młodej dziewczyny (siostra artysty Anna Hammershøi), 1885, Hirschsprung Collection

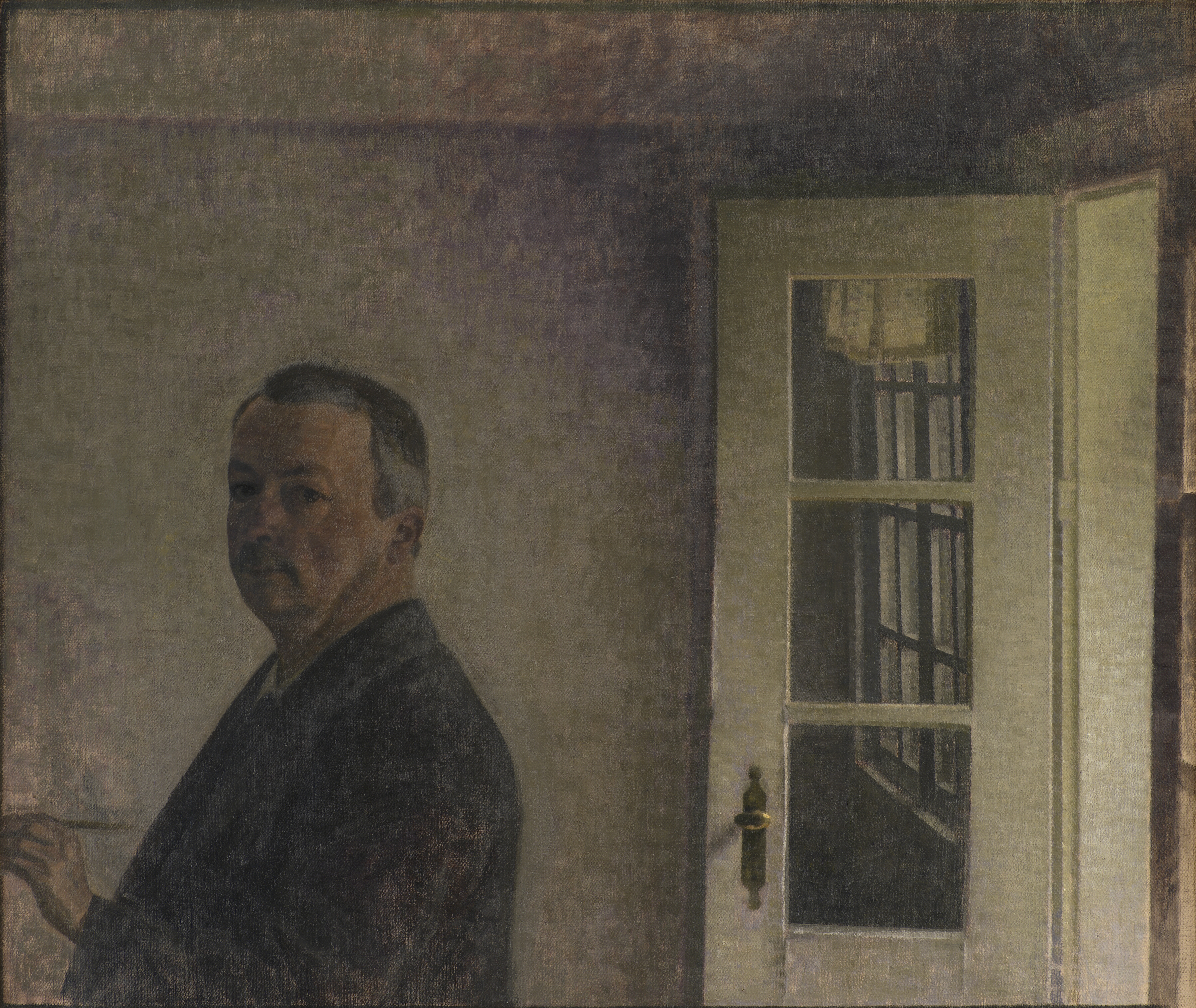
Vilhelm Hammershøi, Autoportret, 1911, Statens Museum for Kunst

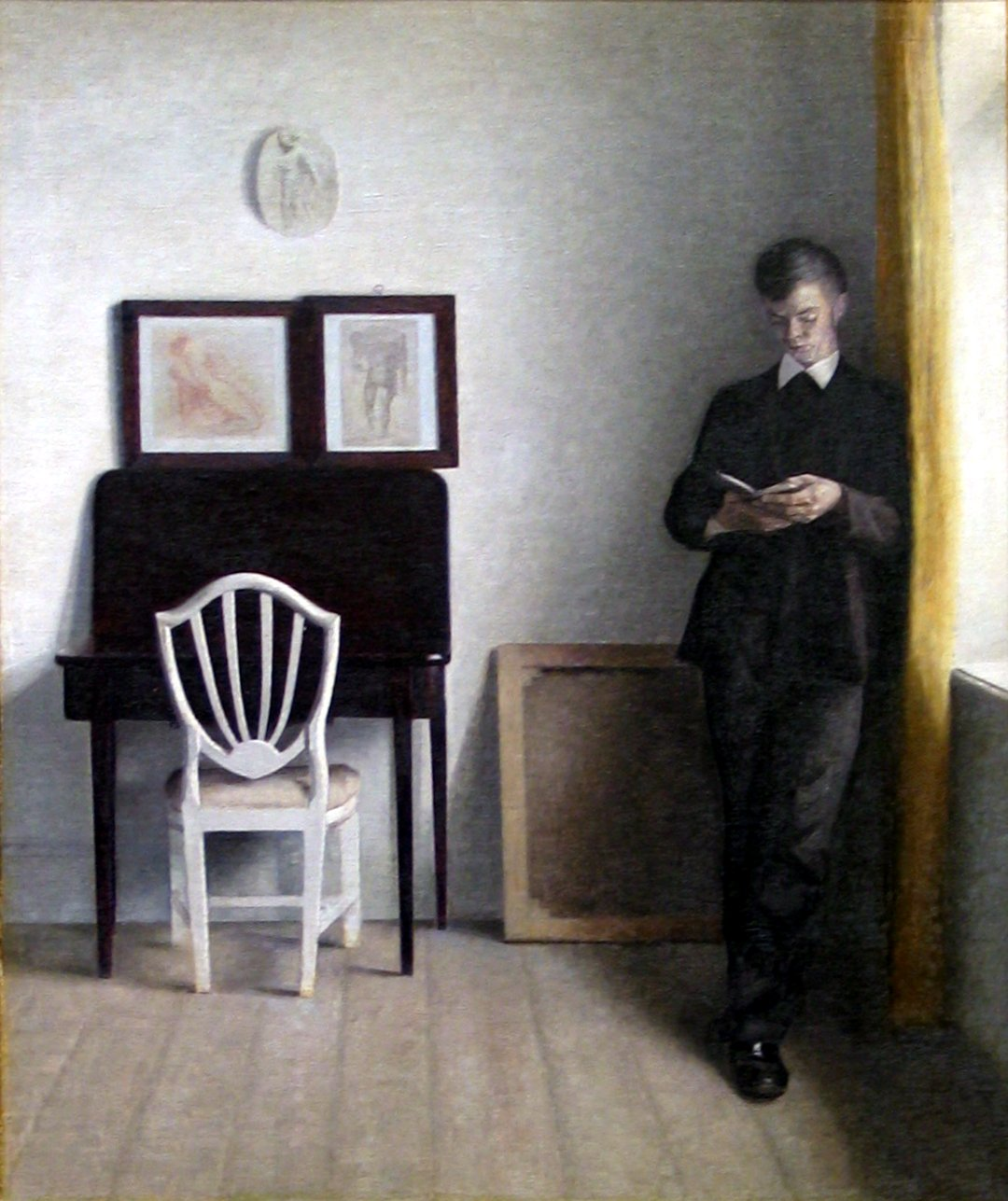
Vilhelm Hammershøi, Wnętrze z czytającym młodym mężczyzną, 1898, Hirschsprung Collection

Vilhelm Hammershøi (ur. 15 maja 1864 w Kopenhadze, zm. 13 lutego 1916 tamże) – duński malarz, autor portretów, krajobrazów i miejskich pejzaży. Znany jednak przede wszystkim jako autor przedstawień wnętrz, malowanych w stonowanych kolorach.

## Życiorys i kariera artystyczna

Vilhelm Hammershøi, Pokój przy Strandgade, 1901, Statens Museum for Kunst

Vilhelm Hammershøi był synem duńskiego kupca Christiana Hammershøia i Frederikke Rentzmann. Naukę rysunku rozpoczął już w wieku ośmiu lat. Jego nauczycielami byli między innymi Niels Christian Kierkegaard oraz Holger Grønvold. Od 1879 do 1884 studiował na Królewskiej Duńskiej Akademii Sztuk w Kopenhadze, a od 1883 roku kształcił się jednocześnie w Kunstnernes Frie Studieskoler pod kierunkiem Pedera Severina Krøyera (1851–1909), artysty związanego z grupą Skagen.
W 1885 roku Hammershøi zadebiutował na oficjalnej wystawie akademii w Charlottenboru. Był to jeden z najgłośniejszych debiutów artystycznych w Kopenhadze. Prezentowany w Charlottenborgu „Portret młodej dziewczyny" (Hirschsprung Collection, Kopenhaga) z jednej strony wzbudził kontrowersje, gdyż artysta odszedł od akademickiej tradycji portretu, z drugiej strony wzbudził zainteresowanie krytyków, którzy docenili jego wyjątkowość. 
W 1888 jury Salonu w Charlottenborgu odrzuciło obraz Hammershøia „Młoda dziewczyna szyjąca”. Decyzja ta wzbudziła sprzeciw wśród młodych artystów duńskich i stała się jednym z impulsów do późniejszego powołania Den Frie Udstilling, stowarzyszenia działającego na wzór francuskiego Salonu Odrzuconych. 
W 1891 roku Hammershøi poślubił Idę Ilsted, siostrę swego przyjaciela Petera Ilsteda. Ida stała się nie tylko towarzyszką życia, ale także najważniejszą modelką artysty. To właśnie jej sylwetkę dostrzec można na wielu obrazach Hammershøia. Często ukazana jest przy oknie lub odwrócona tyłem, zajęta codziennymi czynnościami, zupełnie jak kobiety z obrazów Vermeera. Malarstwo holenderskie XVII-wieku było jednym ze źródeł inspiracji Hammershøia. Podczas podróży do Belgii i Holandii artysta odkrywał dzieła dawnych mistrzów. Fascynowały go obrazy Vermeera, Rembrandta czy Pietera de Hoocha. Na przełomie lat 1897 i 1898 Vilhelm i Ida odbyli jedną z licznych podróży do Londynu. Hammershøi podjął wówczas próbę spotkania się z Jamesem Whistlerem, którego twórczość szczególnie cenił. Choć do spotkania nigdy nie doszło, Whistler miał jednak okazję zobaczyć obrazy Hammershøia, będąc pod wielkim wrażeniem talentu duńskiego malarza.
Po powrocie z Londynu artysta wraz ze swoją żoną przeprowadzili się do mieszkania przy ulicy Strandgade 30, w dzielnicy Christianshavn w Kopenhadze. Powstało tu około sześćdziesięciu charakterystycznych dla Hammershøia obrazów z widokami wnętrz. 
Artysta portretował najbliższe sobie osoby, matkę, żonę lub siostrę. W 1900 roku w Kunstforenignen w Kopenhadze organizowana została wystawa Hammershøia. W 1909 roku Hammershøi przyjęty został w poczet zgromadzenia plenarnego Królewskiej Akademii Sztuk Pięknych w Kopenhadze. W 1911 roku artysta uhonorowany został nagrodą Grand Prix na międzynarodowej wystawie sztuki w Rzymie.
Hammershøi zmarł 13 lutego 1916 roku w Kopenhadze na skutek choroby nowotworowej. 

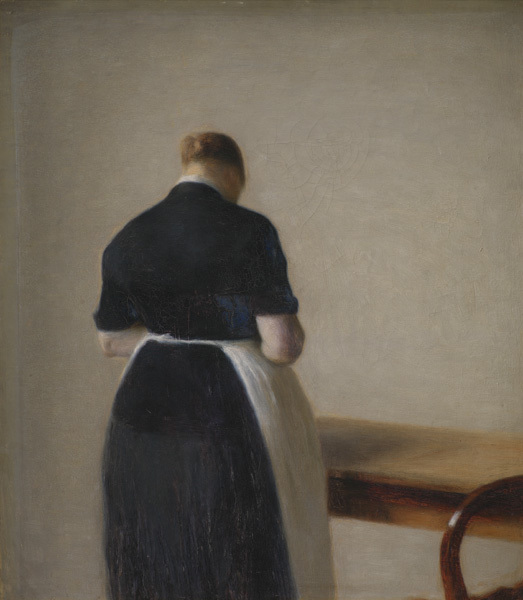
Vilhelm Hammershøi, Figura kobieca widziana od tyłu, 1888, Statens Museum for Kunst

## Technika
Dla obrazów Hammershøia charakterystyczne są stonowane barwy. Paleta Hammershøia składa się z szarości, bieli, nienasyconych żółci, zieleni czy błękitów. Jednocześnie malarz podkreślał walory prostych linii w układzie kompozycyjnym swoich dzieł. Powtarzającym się motywem w wielu jego pracach jest wpadające do wnętrza światło słoneczne. Na licznych obrazach widać okno bądź jego cień na ścianie lub podłodze. Kompozycję często dopełnia postać, niejednokrotnie odwrócona tyłem. 
Malarz od najmłodszych lat uchodził za milczącego samotnika. Stąd niewiele wiadomo o osobistych motywacjach prowadzących do takich, a nie innych wyborów artystycznych. W jednej z nielicznych znanych wypowiedzi Hammershøi stwierdził: Dlaczego używam kilku stonowanych kolorów? Nie wiem. Nie mogę powiedzieć nic na ten temat. To dla mnie naturalne, ale dlaczego? Nie potrafię powiedzieć.

## Recepcja i znaczenie
Międzynarodowa sława Hammershøia rosła jeszcze za życia artysty. Jego twórczością zachwycali się między innymi Auguste Renoir, legendarni marszandzi Paul Cassirer i Paul Durand-Ruel, a poeta Rainer Maria Rilke planował napisanie o nim książki.
Vilhelm Hammershøi jest jednym z najbardziej znanych artystów skandynawskich. W ostatnich latach zyskuje coraz większe zainteresowanie. W 2005 roku powstał film dokumentalny BBC „Michael Palin and the Mystery of Hammershøi”. Treścią filmu są poszukiwania źródeł inspiracji duńskiego malarza. Narratorem w filmie jest zafascynowany twórczością Hammershøia brytyjski aktor komediowy Michael Palin z grupy Monty Pythona.

## Rekordy aukcyjne
Obrazy Hammershøia należą do najdroższych duńskich dzieł sztuki na świecie. W czerwcu 2012 roku obraz „Ida czytająca list” sprzedany został podczas aukcji w domu aukcyjnym Sotheby’s w Londynie za 1 721 250 funtów. W 2018 roku Muzeum J. Paula Getty'ego w Los Angeles kupiło na aukcji w domu aukcyjnym Christie's obraz „Wnętrze ze sztalugą” za 5 037 500 dolarów. Jest to jak dotąd najwyższa cena uzyskana za pracę tego artysty.

## Wystawy
- Emergences: Vilhelm Hammershøi, Valdemar Schønheyder Møller and Photography, The Hirschsprung Collection, 2021
- Vilhelm Hammershoi and Danish Painting of the 19th Century, Tokyo Metropolitan Art Museum, 2020
- Hammershoi, the master of Danish painting, Jacquemart-André Museum, Paryż, 2019
- In the Light of the North, Hamburger Kunsthalle, 2019
- There I Belong. Hammershoi by Elmgreen&Dragset, Statens Museum for Kunst, 2019
- Chronicles of Solitude: Masterworks by Vilhelm Hammershoi from SMK, Statens Museum for Kunst, Frye Art Museum w Seattle, 2016
- Painting Tranquility: Masterworks by Vilhelm Hammershøi, Art Gallery of Ontario, Toronto, 2016
- Hammershøi and Europe: A Danish Artist around 1900, Statens Museum for Kunst, Kunsthalle Munchen, 2012
- From Abildgaard to Hammershoi, Van Gogh Museum, 2009
- Vilhelm Hammershøi: The Poetry of Silence, Royal Academy of Arts, 2008

Pierwsza w Polsce wystawa duńskiego mistrza pokazana zostanie w Muzeum Narodowym w Poznaniu w listopadzie 2021 roku, a następnie w Muzeum Narodowym w Krakowie w 2022 roku.  